# Marquis Daniels
Marquis Antwane Daniels (nacido el 7 de enero de 1981 en Orlando, Florida) es un exjugador de baloncesto estadounidense que disputó 10 temporadas en la NBA. Con 1,98 metros de estatura, jugaba en las posiciones de escolta y alero. Desde 2019 es entrenador asistente de su alma mater, Auburn Tigers, realizando las funciones de desarrollo de jugadores.

## Carrera

### Instituto
Asistió al Instituto Edgewater en Orlando, Florida, antes de ser transferido a Mt. Zion Christian Academy, la misma escuela a la que asistió Tracy McGrady.

### Universidad
En la Universidad de Auburn, promedió con los Tigers 18,4 puntos, 6,2 rebotes, 3,3 asistencias y 2,3 robos de balón en su año sénior, siendo nombrado en el segundo quinteto de la Southeastern Conference y MVP (también lo fue en sus temporadas de sophomore y júnior).

### NBA
Tras no ser elegido en el Draft de la NBA de 2003, Dallas Mavericks le fichó como agente libre, convirtiéndose en una de las sorpresas más agradables de la temporada. Don Nelson confió en él, y con pocos minutos en cancha (18.6 de promedio), sus números fueron de 8.5 puntos, 2.6 rebotes y 2.1 asistencias en 56 partidos, 15 de ellos de titular. En los 11 últimos partidos de la temporada regular promedió más de 20 puntos por noche, anotando por encima de los 30 puntos en tres ocasiones en poco más de tres semanas. El 2 de marzo de 2004 estuvo cerca de firmar su primer triple doble, anotando 14 puntos, 9 rebotes y 9 asistencias en 45 minutos ante Seattle SuperSonics. En la pretemporada, firmó un contrato de 38 millones por 6 años con los Mavericks.
En su segunda temporada en los Mavericks, apareció en 60 partidos, 17 de titular, promediando 9.1 puntos, 3.6 rebotes, 2.1 asistencias y 1.38 robos en 23.5 minutos de juego. Anotó en dobles figuras en 28 ocasiones y por encima de los 20 puntos tres veces. Al año siguiente, sus números eran similares a los de sus dos primeras campañas en la liga, estancándose en su juego y sin llegar a explotar como se le presumía en su temporada de rookie.
El 6 de julio de 2006, fue traspasado al Indiana Pacers a cambio de Austin Croshere. En Indiana, debido a las lesiones solo ha podido disputar 45 partidos, contando poco para Rick Carlisle con 17,8 minutos en cancha. En su primera temporada en Indiana, sus números fueron de 7,1 puntos y 1,8 rebotes por partido.
Tras tres años con los Pacers, el 1 de septiembre de 2009, firma con Boston Celtics.
Durante su segunda temporada con los Celtics, el 6 de febrero de 2011 ante Orlando Magic, chocó con el escolta de los Magic Gilbert Arenas y sufrió una contusión en la médula espinal. Daniels permaneció inmóvil en el suelo durante varios minutos antes de que se lo llevaran en camilla. Hizo una señal con el pulgar hacia arriba al público de Boston y, tras llegar a un hospital de Boston, recuperó el movimiento de brazos y piernas.
Tras el incidente, el 24 de febrero, es traspasado a Sacramento Kings, siendo agente libre el 1 de julio, sin llegar a disputar un solo encuentro con los Kings y firmando de nuevo el 9 de diciembre con los Celtics por un año.
Tras tres temporadas en Boston, el 25 de septiembre de 2012, firma por una temporada con Milwaukee Bucks.

## Estadísticas de su carrera en la NBA

### Temporada regular
| Año     | Equipo    | PJ  | PT  | MPP  | %TC  | %3P  | %TL  | RPP | APP | ROB | TPP | PPP  |
| ------- | --------- | --- | --- | ---- | ---- | ---- | ---- | --- | --- | --- | --- | ---- |
| 2003-04 | Dallas    | 56  | 15  | 18.6 | .494 | .306 | .769 | 2.6 | 2.1 | .9  | .2  | 8.5  |
| 2004-05 | Dallas    | 60  | 17  | 23.5 | .437 | .200 | .737 | 3.6 | 2.1 | 1.4 | .2  | 9.1  |
| 2005-06 | Dallas    | 62  | 29  | 28.5 | .480 | .211 | .754 | 3.6 | 2.8 | 1.1 | .2  | 10.2 |
| 2006-07 | Indiana   | 45  | 4   | 17.8 | .459 | .231 | .700 | 1.8 | 1.3 | .6  | .2  | 7.1  |
| 2007-08 | Indiana   | 74  | 1   | 20.9 | .430 | .265 | .698 | 2.9 | 1.9 | 1.1 | .2  | 8.2  |
| 2008-09 | Indiana   | 54  | 43  | 31.5 | .451 | .200 | .721 | 4.6 | 2.1 | 1.1 | .5  | 13.6 |
| 2009-10 | Boston    | 51  | 4   | 18.4 | .498 | .214 | .607 | 1.9 | 1.3 | .5  | .1  | 5.6  |
| 2010-11 | Boston    | 49  | 0   | 19.1 | .491 | .190 | .684 | 2.3 | 1.3 | .8  | .4  | 5.5  |
| 2011-12 | Boston    | 38  | 0   | 12.7 | .364 | .000 | .739 | 1.7 | 1.2 | .6  | .2  | 3.2  |
| 2012-13 | Milwaukee | 59  | 33  | 18.4 | .376 | .278 | .741 | 2.5 | 1.1 | .9  | .2  | 5.5  |
| Total   | Total     | 548 | 146 | 21.4 | .451 | .235 | .721 | 2.8 | 1.8 | .9  | .3  | 7.9  |

### Playoffs
| Año   | Equipo    | PJ | PT | MPP  | %TC  | %3P  | %TL   | RPP | APP | ROB | TPP | PPP  |
| ----- | --------- | -- | -- | ---- | ---- | ---- | ----- | --- | --- | --- | --- | ---- |
| 2004  | Dallas    | 5  | 5  | 36.8 | .427 | .143 | .636  | 6.2 | 3.0 | 2.0 | .6  | 15.8 |
| 2005  | Dallas    | 11 | 0  | 15.0 | .433 | .167 | .704  | 3.1 | 1.3 | .6  | .3  | 6.5  |
| 2006  | Dallas    | 20 | 0  | 11.1 | .446 | .400 | .762  | 1.1 | 1.3 | .2  | .1  | 3.4  |
| 2010  | Boston    | 11 | 0  | 3.4  | .385 | .500 | 1.000 | .9  | .1  | .0  | .0  | 1.5  |
| 2012  | Boston    | 15 | 0  | 6.1  | .579 | .000 | .800  | .7  | .2  | .1  | .1  | 2.0  |
| 2013  | Milwaukee | 3  | 0  | 11.0 | .545 | .000 | .000  | 1.3 | 1.3 | .3  | .0  | 4.0  |
| Total | Total     | 65 | 5  | 11.3 | .449 | .208 | .733  | 1.7 | 1.0 | .4  | .1  | 4.3  |